# Tetragona kaieteurensis
Tetragona kaieteurensis är en biart som först beskrevs av Schwarz 1938.  Tetragona kaieteurensis ingår i släktet Tetragona och familjen långtungebin. Inga underarter finns listade i Catalogue of Life.